# Dérivateur
Un dérivateur est une notion mathématique introduite par Alexander Grothendieck pour essayer de rendre compte de manière catégorique des différentes théories de l'homologie et de l'homotopie, notamment en comblant les défauts des catégories dérivées.
Les dérivateurs peuvent se concevoir comme un aperçu des catégories d'ordre supérieur, tout en demeurant un objet de la théorie des catégories ordinaires.

## Histoire et motivation
Il s'agit de trouver un « bon » cadre pour l'algèbre homologique et homotopique (en), c'est-à-dire un jeu de catégories et de constructions qui en rendent compte de manière naturelle. Jean-Louis Verdier a introduit les catégories dérivées et triangulées pour rendre compte des phénomènes de dérivation, mais cela ne constitue pas une situation satisfaisante :
- un diagramme de catégories triangulées ne détermine pas sa colimite homotopique à isomorphisme canonique près ;
- la catégorie dérivée d'une catégorie abélienne, vue comme catégorie triangulée, ne satisfait pas à une propriété universelle.

La notion de dérivateur a été introduite pour la première fois sous ce nom par Alexander Grothendieck dans À la poursuite des champs (en) (section 69) en 1983, et parallèlement étudiée par Alex Heller en 1988 sous le nom de « théories homotopiques ». Un exposé dédié est donné par Grothendieck dans Les Dérivateurs en 1990. En 1991, Bernhard Keller introduit les tours de catégories triangulées.
En 1996, Jens Franke introduit les systèmes de catégories triangulées de diagrammes, qui correspondent aux dérivateurs stables, et étend la théorie des dérivateurs au cadre enrichi.

## Définition
On désigne par Cat la 2-catégorie des (grosses) catégories.

### Pré-dérivateurs
On considère une 2-catégorie Dia (« diagrammes ») de petites catégories. Un pré-dérivateur est un 2-foncteur strict 
{\displaystyle D:\mathrm {Dia} ^{\mathrm {op} }\to \mathrm {Cat} }
où {\displaystyle \mathrm {Dia} ^{\mathrm {op} }} est le 1-dual de la 2-catégorie. On peut donc le voir comme un préfaisceau sur Dia à valeurs dans Cat.
Un exemple important est le suivant : si (C, W) est une catégorie munie d'équivalences faibles, on considère le prédérivateur représentable défini par {\displaystyle D_{C}:X\to C^{X}} ; le prédérivateur d'homotopie {\displaystyle \mathrm {Ho} (C)} est obtenu en inversant les équivalences faibles induites WX dans chaque diagramme :
{\displaystyle \mathrm {Ho} (C):X\to C^{X}\left[\left(W^{X}\right)^{-1}\right].}

### Dérivateurs
Un dérivateur est un prédérivateur D qui vérifie les axiomes suivants :
- (Der1) D transporte les coproduits sur les produits ;
- (Der2) Pour un diagramme X de Dia, on considère la famille de foncteurs {\displaystyle x:1\to X}. Le foncteur induit{\displaystyle x^{*}:D(X)\to \prod _{x}D(1)}est conservatif ;
- (Der3) Pour tout foncteur u : X → Y de Dia, l'image inverse u* : D(Y) → D(X) possède un adjoint à gauche {\displaystyle u_{!}} et à droite {\displaystyle u_{*}}, c'est-à-dire que u admet des extensions de Kan homotopiques : {\displaystyle u_{!}\dashv u^{*}\dashv u_{*}} ;
- (Der4) Pour tout 2-produit fibré dans Dia{\displaystyle {\begin{matrix}A&{\overset {g}{\to }}&B\\^{f}\downarrow &\swarrow &\downarrow ^{v}\\C&{\underset {u}{\to }}&E\end{matrix}}}on a les isomorphismes {\displaystyle f_{!}g^{*}{\stackrel {\sim }{\to }}u^{*}v_{!}} et {\displaystyle v^{*}u_{*}{\stackrel {\sim }{\to }}g_{*}f^{*}}
- (Der5) On note I = 2 la catégorie avec deux objets et un seul morphisme non trivial entre eux. Pour tout objet X de Dia, le foncteur induit{\displaystyle D(X\times I)\to \operatorname {Hom} (I,D(X))}est plein et essentiellement surjectif.

### La 2-catégorie des dérivateurs
Il existe plusieurs définitions possibles d'une 2-catégorie des dérivateurs, selon qu'on souhaite préserver les colimites homologiques, les limites, les deux ou aucune.
On peut définir la 2-catégorie Der dont :
- les objets sont les dérivateurs ;
- les 1-morphismes sont les transformations pseudo-naturelles qui commutent avec {\displaystyle u_{!}} (si on veut conserver les colimites, avec {\displaystyle u_{*}} si on veut conserver les limites, etc.)
- les 2-cellules sont les transfeurs (ou modifications).

## Dérivateurs pointés et stables
Un dérivateur D est dit pointé si chaque catégorie D(X) possède un objet zéro, c'est-à-dire un objet à la fois initial et final. De tels objets sont en particulier conservés par les foncteurs {\displaystyle u_{!},u^{*},u_{*}}. En particulier, si D est pointé et M est une catégorie, DM est pointé.
Un dérivateur fort est dit stable (ou triangulé) s'il est pointé et qu'un objet D(I × I) est co-cartésien si et seulement s'il est cartésien. En particulier, si D est stable et M est une catégorie, DM est stable. Le nom de dérivateur « triangulé » provient du théorème suivant : si D est un dérivateur stable, alors chaque catégorie D(X) est triangulée de manière canonique.

### Sources et bibliographie
- (en) Moritz Groth, Derivators, pointed derivators, and stable derivators, 2012
- Georges Maltsiniotis, Introduction à la théorie des dérivateurs et Structure triangulée sur les catégories de coefficients de dérivateurs triangulés, 2001
- (en) Georges Malstiniotis, Lecture III : Derivators, 2010